# 新宁华溪蟹
新宁华溪蟹（学名：Sinopotamon xingningense）为溪蟹科华溪蟹属的动物。在中国大陆，分布于湖南等地，常见于海拔500 米左右的山区溪流石块下。